# 孵化
孵化（ふか）とは、動物の卵が孵ること。具体的には、卵から新しい個体が脱出してくることである。英語かな書きでハッチング (Hatching) ともいう。

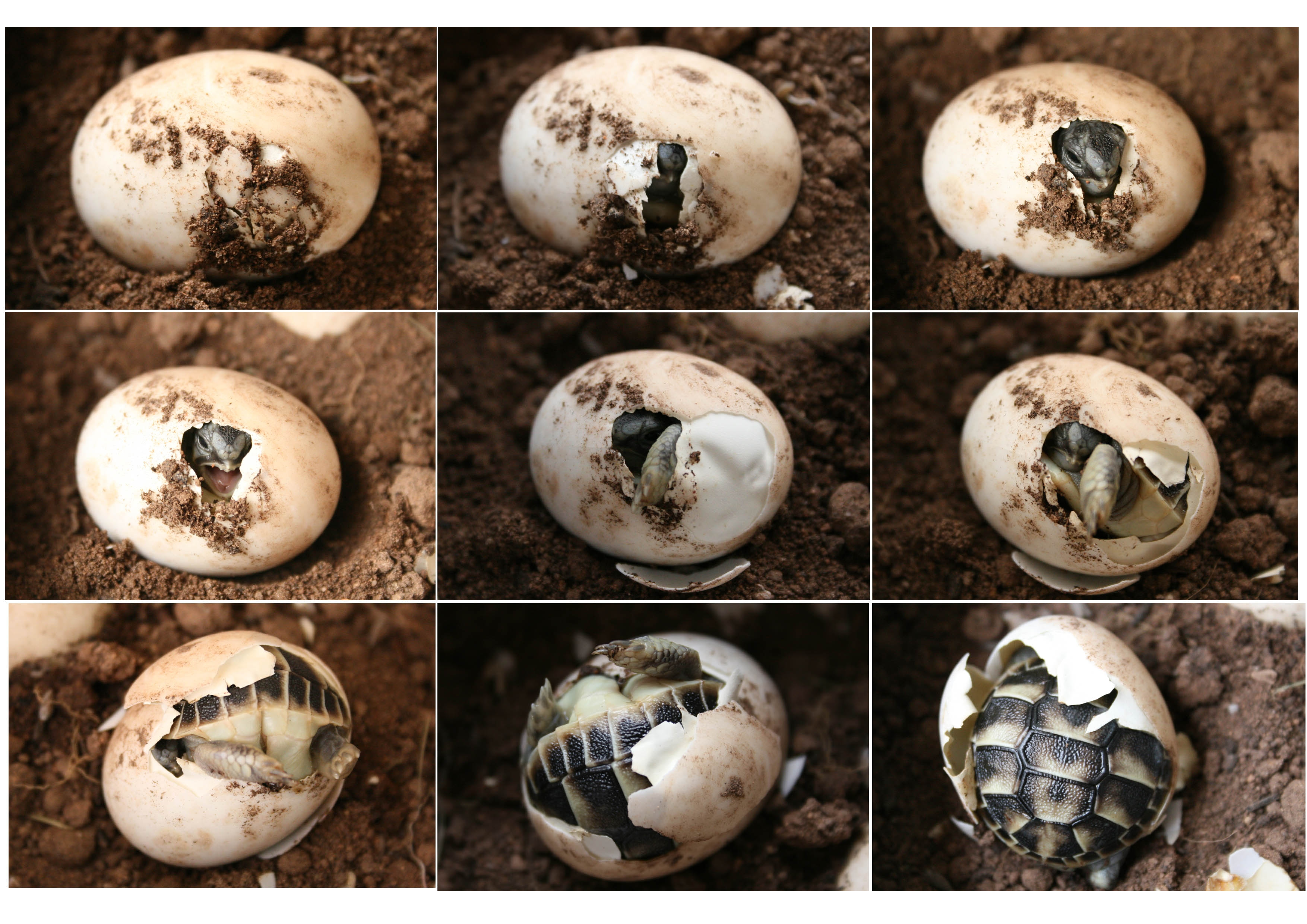
孵化の様子
ヘルマンリクガメ

## 概要
動物の卵は単細胞であるが、その表面に受精膜を生じ、あるいはそれ以外の膜や、場合によってはある程度硬化した殻を持ち、それによって内部が守られる。受精卵が発生することで生じた胚は何らかの膜や殻の中にあって発生を進め、ある段階まではその殻や膜の中に閉じこめられて、その中でしか動けない形でいる。孵化という現象は、その殻や膜を破って外に出る事によって自分で移動するようになる過程である。
他方で、孵化までは、母親から卵黄という形で供給された栄養に頼って生活するが、孵化後は自分の口から栄養を手に入れて生活することになる。つまり、新しい個体が独り立ちをする段階とみることもできる。用語としては、孵化によって胚が幼生に変わる。ただし、孵化後もしばらくは卵黄を抱えているものもある。もっとも、ウニのように孵化時には口や消化管が発達していない例もある。したがって先の説明は孵化の定義でありえるが、この説明はそうではない。
卵は、卵細胞そのものに由来する場合もあれば、卵細胞がその外側に様々な物質や殻をまとっている場合もある。ウニなどでは卵は卵細胞そのものに近く、胚は受精膜に包まれて発生するので、孵化はそれを破って出てくることをさす。昆虫や鳥類では卵細胞は殻に包まれて卵を形成しているので、殻を破って出てくるのが孵化である。卵細胞が発生を進めて生じた個体が卵の中にある間はその個体を胚と呼び、卵から出てくれば、それを幼生と呼ぶ。爬虫類や鳥類のように、丈夫な殻を持つ動物では、孵化時の幼生にのみ、殻を破るための特殊な歯を発達させるものがあり、これを卵歯（らんし）という。
なお、刺胞動物では受精膜は形成されず、胚は次第に泳ぎ始め、その間に孵化という段階はない。また、胎生の動物では、胚が受精膜から出てきた段階で孵化と呼ぶが、このままでは成長できず、子宮壁に着床する必要がある。卵胎生の場合、孵化は出産と同時であるが、普通は区別されない。